# Planta bienal
Una planta bienal es aquella que tarda en completar su ciclo biológico 24 meses. 
Son plantas que necesitan por lo general dos estaciones o periodos vegetativos, desde que se siembra hasta que florecen.  

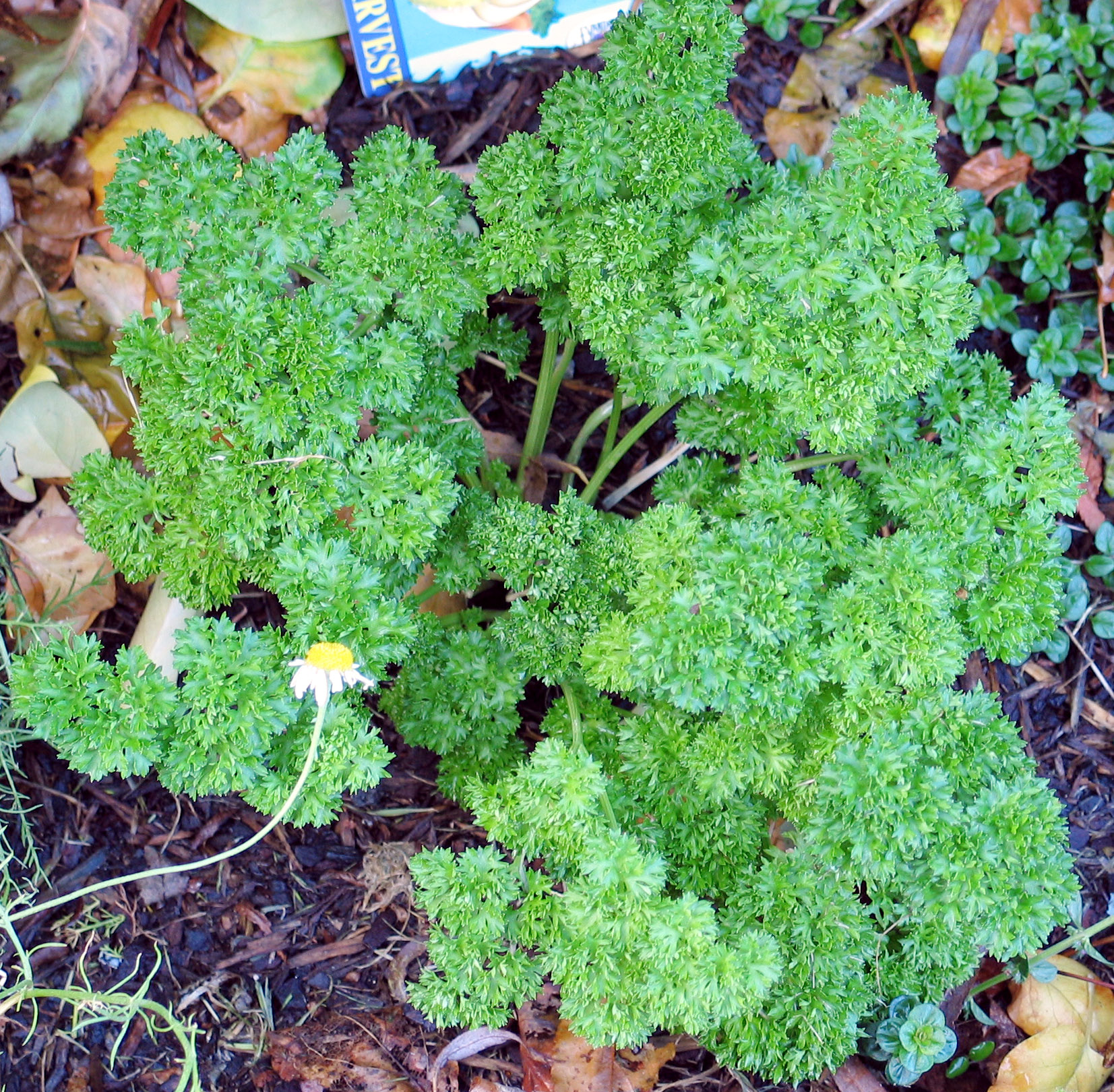
El perejil es una planta bienal.

Estas plantas crecen vegetativamente el primer año, en el segundo florecen y dan los frutos.
Hay muchas más especies de ciclo anual o perennes que bienales.
Normalmente el primer año la planta emite ramas muy cortas, adquiriendo forma de roseta (en disposición radial). De este modo alcanza la máxima frondosidad antes de comenzar la etapa reproductiva.
Habitualmente, las plantas bienales necesitan del estímulo del frío para poder florecer, este proceso se denomina vernalización.
El segundo año, en primavera, crece la vara que porta las flores (popularmente se dice que la planta se espiga). En las especies agrícolas, como la espinaca o zanahoria por ejemplo, ese crecimiento de la vara floral imposibilita continuar con los cortes para el mercado, ya que la planta se vuelve fibrosa y pierde la calidad.
Las plantas bienales que se crían en determinadas condiciones ambientales, o con tratamientos de hormonas vegetales pueden completar su ciclo en un solo año. Por ejemplo, si se plantan espinacas a principios del estío, la vara floral surge al cabo de pocas semanas, debido a la mayor exposición de horas de luz.
Ejemplo de plantas bienales: perejil, espinaca, zanahoria, cebolla, etcétera.